# Tachytrechus costaricensis
Tachytrechus costaricensis är en tvåvingeart som beskrevs av Brooks 2008. Tachytrechus costaricensis ingår i släktet Tachytrechus och familjen styltflugor.
Artens utbredningsområde är Costa Rica. Inga underarter finns listade i Catalogue of Life.